# オイラー数 (物理学)
オイラー数（オイラーすう）とは、流体力学で使われる無次元量の1つ。以下の公式で求められる。
{\displaystyle E={\frac {V^{2}\rho }{p}}}
ただし、{\displaystyle E}はオイラー数、{\displaystyle V}は流体の速度、{\displaystyle \rho }は流体の密度、{\displaystyle p}は流体に働く圧力を表す。これは、物体に働く全圧力に対する慣性力の比を表し、圧力係数の形でしばしば使われる。